# Colonie de Terre-Neuve
5 août 1583 – 26 septembre 1907
(410 ans, 3 mois et 2 jours)
Entités suivantes :
- Colonie de Saint-Pierre-et-Miquelon (1713)
- Province de Québec (Îles-de-la-Madeleine)
- Dominion de Terre-Neuve

Ne doit pas être confondu avec Terre-Neuve (Nouvelle-France).
La colonie de Terre-Neuve est une colonie anglaise puis britannique, revendiquée en 1583 et établie en 1610 sur l'île de Terre-Neuve, au large de la côte atlantique du Canada, dans ce qui constitue aujourd'hui la province de Terre-Neuve-et-Labrador. La colonisation permanente fait suite à plusieurs décennies d'implantation anglaise sporadique et saisonnière sur l'île. Terre-Neuve est devenue une colonie de la Couronne en 1824 et a obtenu le statut de dominion en 1907. 
Son économie s'est effondrée pendant la Grande Dépression des années 1930, ce qui l'a amenée à renoncer à sa souveraineté, en redevenant effectivement une colonie gouvernée par des personnes nommées au bureau des Colonies, à Whitehall à Londres. En 1949, les Terre-neuviens ont majoritairement voté pour rejoindre le Canada en tant que dixième province de la Confédération.

## Histoire
Terre-Neuve est d'abord habitée par les Béothuks. Déjà peu nombreux, ces derniers disparaissent progressivement en raison des nombreuses maladies apportées par les Européens sur l'île. Le 24 juin 1497, l'explorateur Jean Cabot aborde et explore les côtes de Terre-Neuve pour le compte du roi d'Angleterre. Le 5 août 1583, Sir Humphrey Gilbert prend officiellement possession de l'île au nom de l'Angleterre et de sa reine Élisabeth Ire.
De 1610 à 1728, des gouverneurs propriétaires (Proprietary Governor) sont nommés pour établir des colonies de peuplement sur l'île. John Guy est le gouverneur de la première colonie à Cuper's Cove. D'autres colonies étaient situées à Bristol's Hope, Renews, New Cambriol South Falkland et Avalon, qui est devenue une province en 1623. En 1638, Sir David Kirke devient le premier gouverneur de l'ensemble de Terre-Neuve.
Parallèlement, la France est aussi présente sur l'île. Sa colonie de Terre-Neuve s'étend principalement sur le sud de l'île. En 1696, la campagne de la péninsule d'Avalon amène Pierre Le Moyne d'Iberville a détruire une bonne partie des établissements britanniques. Néanmoins, l'année suivante, le traité de Ryswick restreint le territoire français sur l'île au port de Plaisance. Philippe de Pastour de Costebelle (1661-1717) est gouverneur de Terre-Neuve lorsqu'en 1713, avec le traité d'Utrecht, les Britanniques acquièrent l’entièreté de l'île. Par la suite, plusieurs Français seront nommés gouverneurs de Terre-Neuve pour la Couronne britannique comme Étienne de Gualy (1706-), capitaine dans l'infantrie anglaise, et François d'André (1790-1872), comodore de la marine anglaise.
Étant donné son éloignement avec les Treize colonies et sa proximité avec la loyale colonie de la Nouvelle-Écosse, Terre-Neuve n'est pas impliquée dans la guerre d'indépendance des États-Unis. En 1783, elle devient une division de l'Amérique du Nord britannique. En 1825, elle devient une colonie de la Couronne. En 1854, elle obtient un gouvernement responsable et Philip Francis Little devient le 1er premier ministre de la colonie. En 1867, Terre-Neuve refuse d'intégrer la nouvelle Confédération canadienne. La colonie devient plutôt un dominion en 1907.